# Húsar
Húsar (dánul: Husum) település Feröer Kalsoy nevű szigetén. Közigazgatásilag Húsar községhez tartozik.

## Földrajz

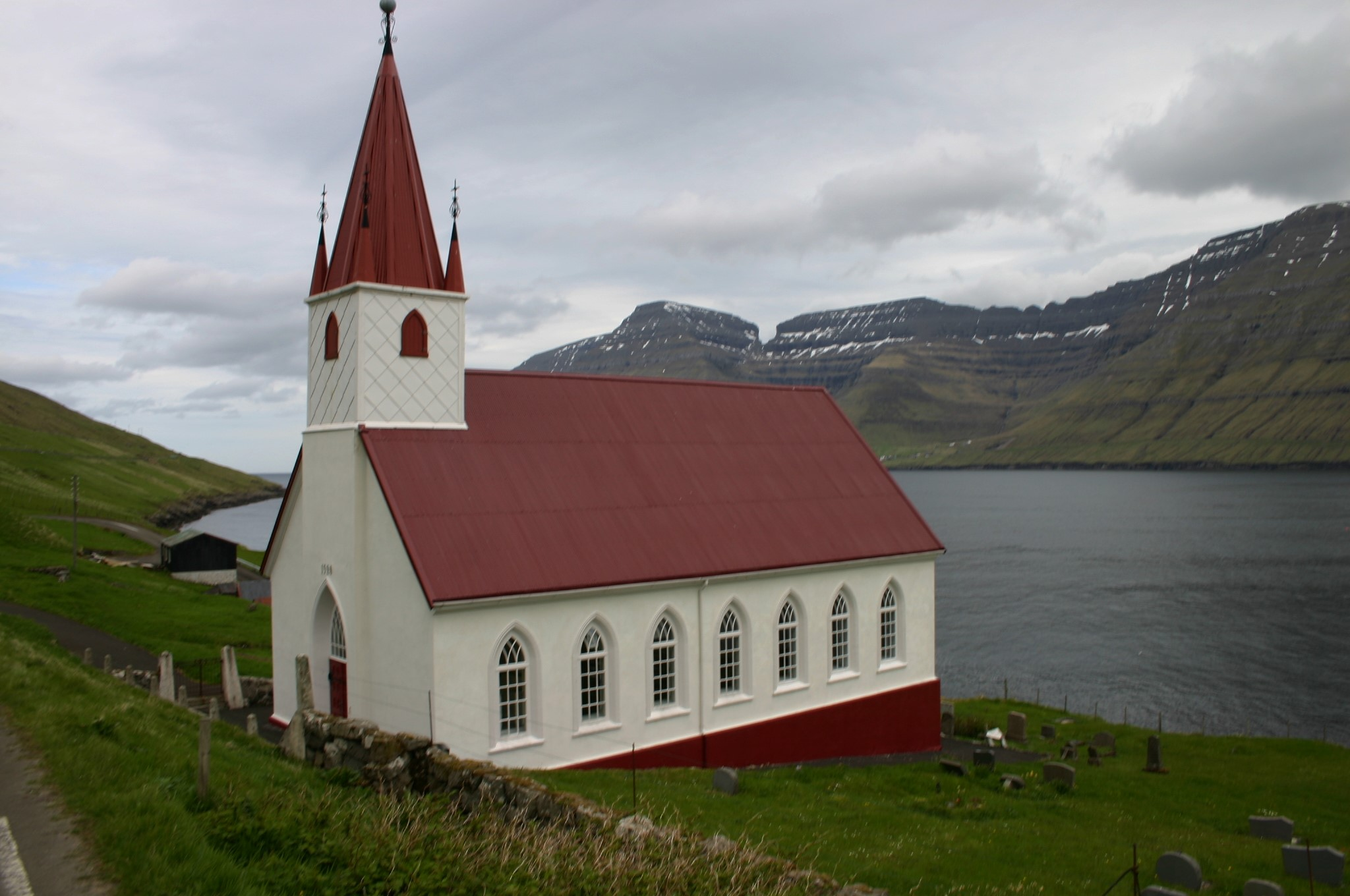
Húsar temploma

A település – a sziget többi három településéhez hasonlóan – a keleti parton fekszik. A falut egy vízmosta árok osztja ketté. A környező hegyoldalakat teraszosan művelik.

## Történelem
Húsar Kalsoy legrégebbi települése. Első írásos említése az 1350-1400 között írt Kutyalevélben található.
Kőtemploma 1920-ban épült, a századforduló dán építészetére jellemző stílusban.

## Népesség
| Év              | Lakosság |
| --------------- | -------- |
| 1986. január 1. | 39       |
| 1991. január 1. | 45       |
| 1996. január 1. | 46       |
| 2001. január 1. | 48       |
| 2006. január 1. | 53       |

## Gazdaság
A településen halivadékokat nevelnek másfél-két évig, majd tengeri halfarmokon nevelik tovább őket.

## Közlekedés
A szomszédos falut, Syðradalurt naponta többször közlekedő komp köti össze Klaksvíkkal, a sziget többi települése pedig az 506-os autóbusszal érhető el.